# Luis Hernández Rodríguez
Luís Hernández Rodríguez (Madrid, 14 april 1989) is een Spaans voetballer die doorgaans als verdediger speelt. Hij tekende in januari 2017 bij Málaga CF, dat hem overnam van Leicester City.

## Clubcarrière
Hernández doorliep de jeugdopleiding van Real Madrid en kwam hiervoor uit in Real Madrid Castilla en Real Madrid C. Hij sloot zich in januari 2012 op proef aan bij Getafe CF, maar tekende uiteindelijk een contract bij Sporting Gijón. Hernández speelde er aanvankelijk in het tweede elftal. Hij maakte op 2 september 2012 zijn debuut in de hoofdmacht, tijdens een wedstrijd in de Segunda División tegen Racing Santander. In januari 2013 ging hij definitief deel uitmaken van de selectie van het eerste elftal. Rodríguez promoveerde aan het eind van het seizoen 2014/15 met Gijon naar de Primera División, waarin hij in het daaropvolgende jaar zeventiende werd met de club, één plaats boven de degradatiestreep.
Hernández tekende in juni 2016 een contract tot medio 2020 bij Leicester City, de kampioen van de Premier League in het voorgaande seizoen. Dat nam hem transfervrij over van Sporting Gijón. Hier lukte het hem niet om zich in de basis te spelen. Hernández tekende in januari 2017 vervolgens een ontract tot 2020 bij Málaga CF.